# Anaxita lysandra
Anaxita lysandra är en fjärilsart som beskrevs av Druce 1904. Anaxita lysandra ingår i släktet Anaxita och familjen björnspinnare. Inga underarter finns listade i Catalogue of Life.